# Hadena seminaria
Hadena seminaria är en fjärilsart som beskrevs av William Schaus 1894. Hadena seminaria ingår i släktet Hadena och familjen nattflyn. Inga underarter finns listade i Catalogue of Life.